# Route départementale 13 (Yvelines)
Pour les articles homonymes, voir Route départementale 13.
La route départementale 13 ou D13, est une route du département français des Yvelines.
Commençant sur la commune de Chevreuse, elle se termine à Montfort-l'Amaury.

## Localités traversées
- Chevreuse
- Le Mesnil-Saint-Denis
- La Verrière
- Coignières
- Maurepas
- Le Tremblay-sur-Mauldre
- Bazoches-sur-Guyonne
- Montfort-l'Amaury